# Худаш-Морозова, Апполинария Владиславовна
Апполинария Владиславовна Худаш-Морозова (1880 — 1965) — член партии с 1905 г. Во время первой русской революции вместе со своим мужем М. В. Морозовым принимала активное участие в революционном движении в Самарканде.

## Биография
Родилась в 1880 году. Уже в 1901 году она активно включилась в деятельность социал-демократического комитета в Саратове, который поддерживал идеи ленинской «Искры».
С 1903 по 1907 год вместе со своим мужем, Михаилом Морозовым, она вела пропаганду революционных социал-демократических идей. В 1905 году Апполинария возглавляла боевую дружину и входила в состав революционного комитета, готовившего вооружённое восстание Ташкентского гарнизона, а позже стала секретарём Ташкентского большевистского комитета РСДРП.
Редакторами и активными сотрудниками газеты газеты Самарканд (издавшаяся в Самаркандской подпольной типографии), газеты Русский Туркестан (издававшаяся в Ташкенте) были большевики Морозов М. В., Поздняков П. В., сестры Апполинария и Августа. На страницах газет часто появлялись её статьи в защиту рабочих и дехкан Средней Азии. Преследуемая царскими властями, в марте 1908 г. выехала из Туркестана.
Агитационно-пропагандистскую и организаторскую работу среди масс вела Самаркандская большевистская групп РСДРП, среди которой особой популярностью пользовались Морозов М. В., Курило Т., Поздняков П. В., сестры Апполинария и Августа, Кононов В. и многие другие.
За свою революционную работу Апполинария Владиславовна неоднократно подвергалась преследованиям со стороны царских властей. С 1910 года в находилась в эмиграции, где до 1917 года участвовала в деятельности большевистской секции в Париже.
После Февральской революции 1917 года вместе с Морозовым вернулась из эмиграции. Активно боролась за установление Советской власти в Петрограде и Москве. После победы Советской власти находилась на партийной и советской работе. В связи с 50-летием Революции 1905 года за активную революционную деятельность была награждена орденом Ленина.
Умерла в Москве 26 января 1965 года.
И сегодня можно увидеть подпольную типографии, библиотеку-читальню, где работали сестры Апполинария и Августа. Некоторое время площадь рядом с типографии называлась площадь Худаш-Морозовой. Сейчас от этой площади не осталось ничего.